# Солодиця звичайна
Солодиця звичайна, багатоні́жка звича́йна (Polypodium vulgare) — вид папоротей родини солодицевих (Polypodiaceae). Поширений в Європі та Азії. Віддає перевагу кам'янистим затіненим місцезростанням. Лікарська і декоративна рослина. 

## Опис

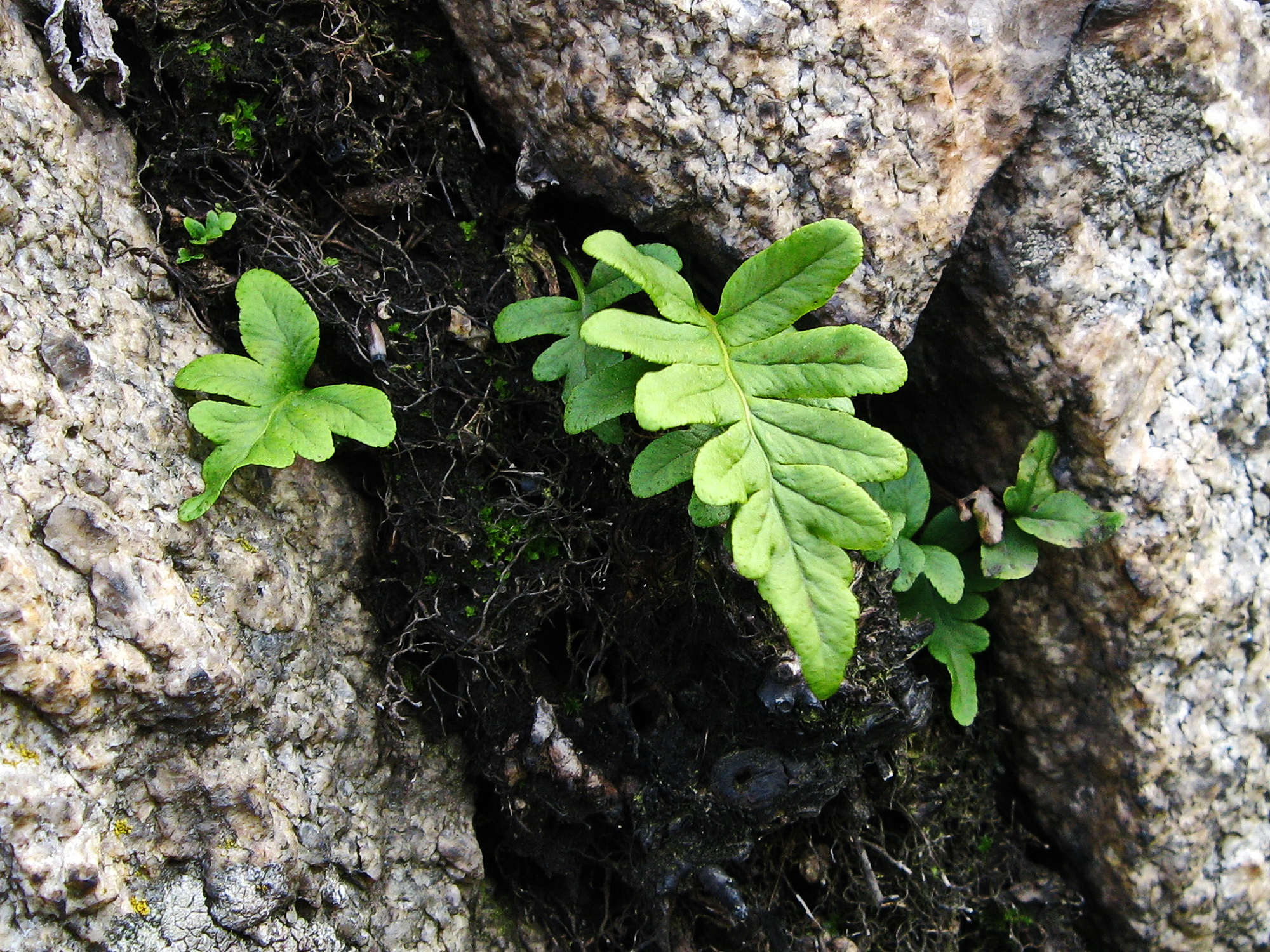

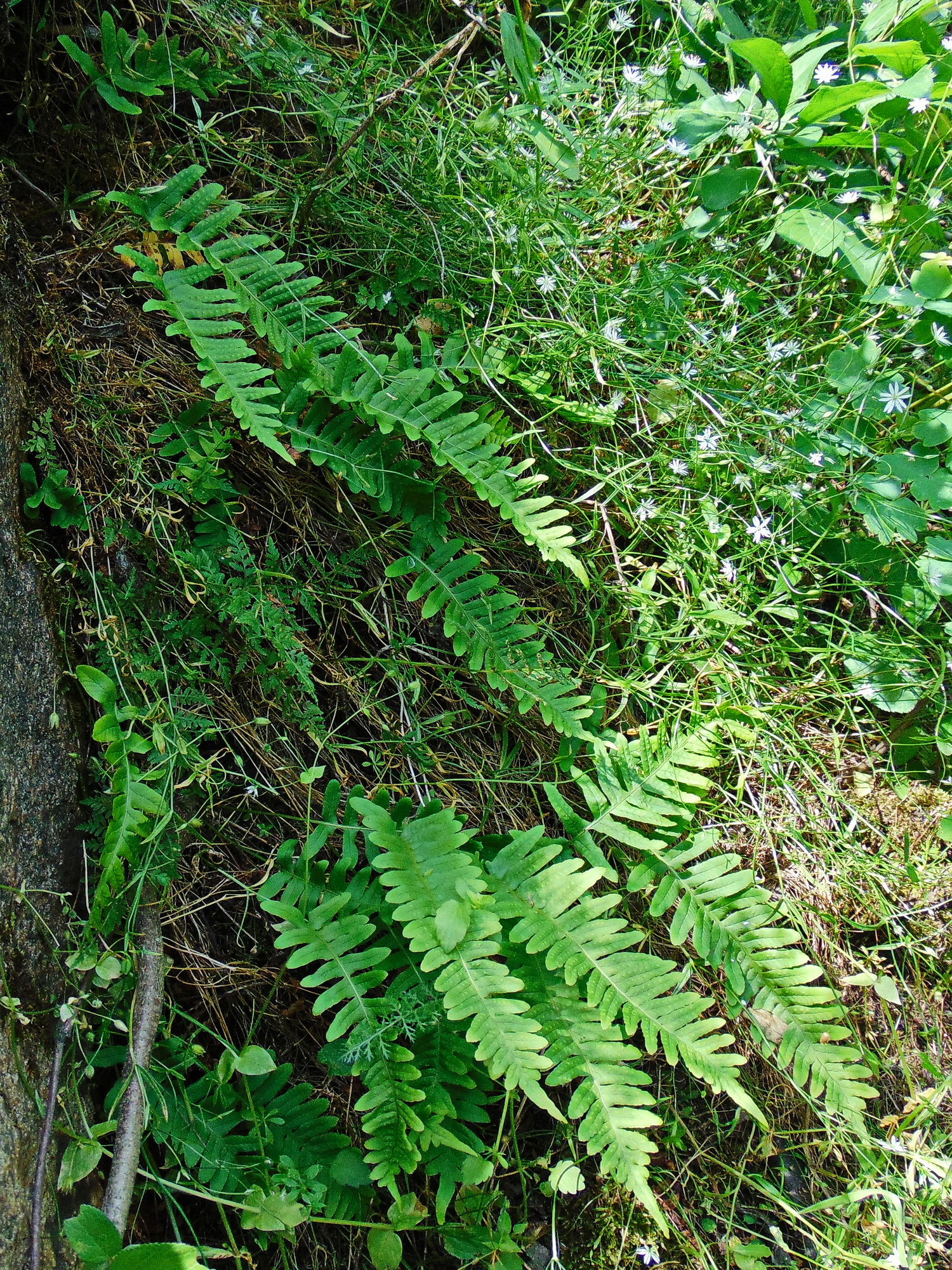

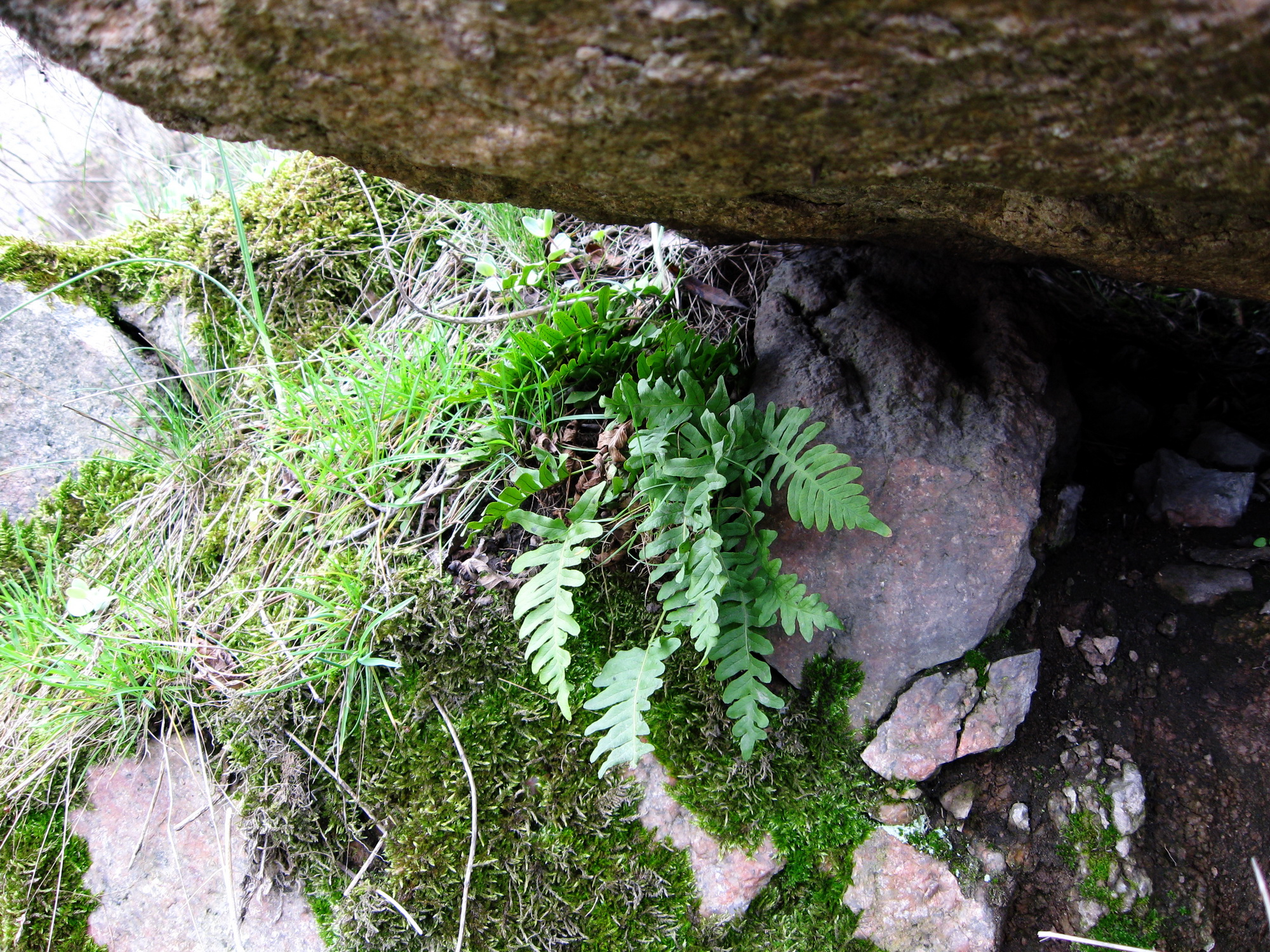
Багатоніжка звичайна під скелею

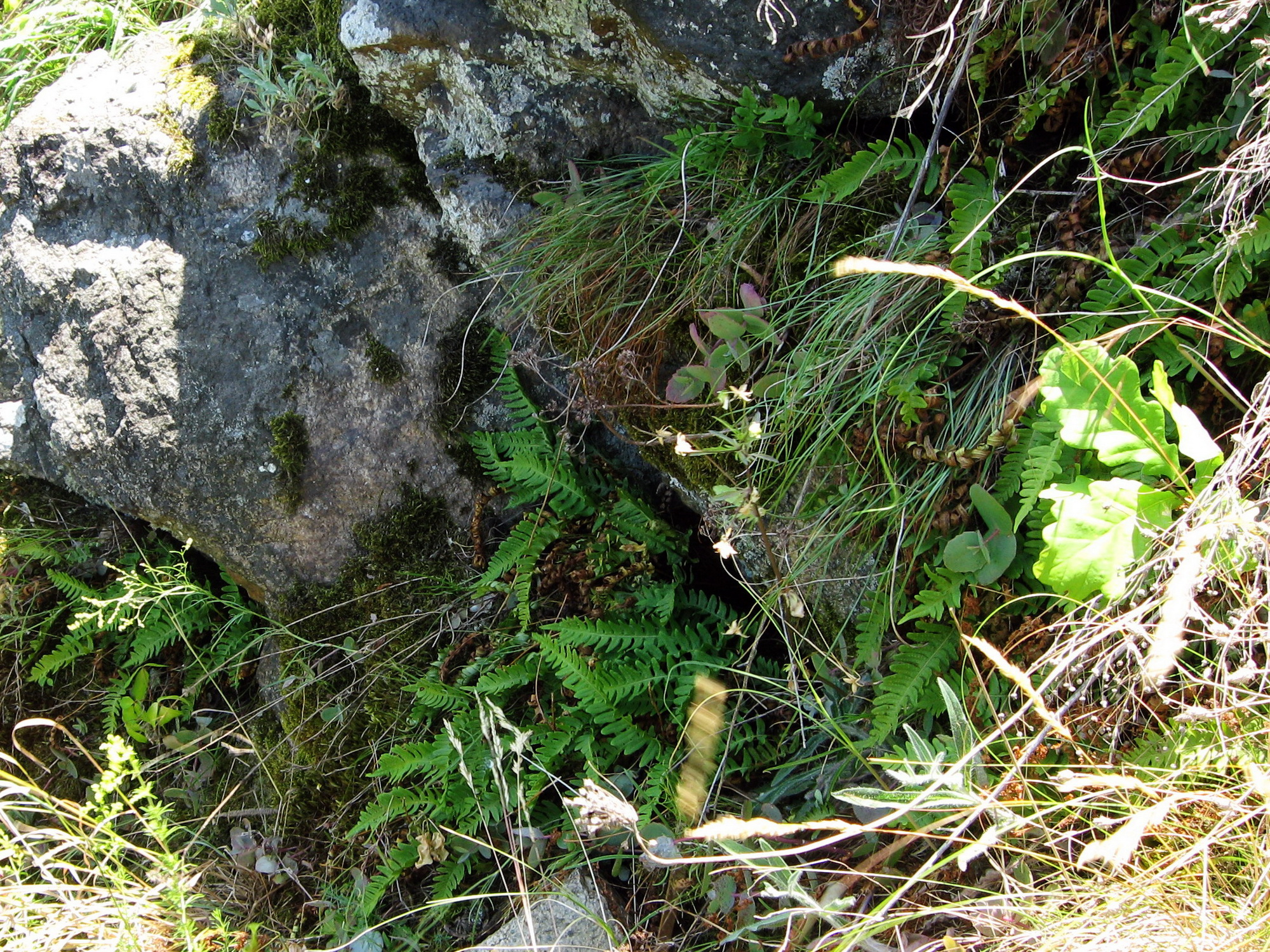
Ценопопуляція багатоніжки звичайної

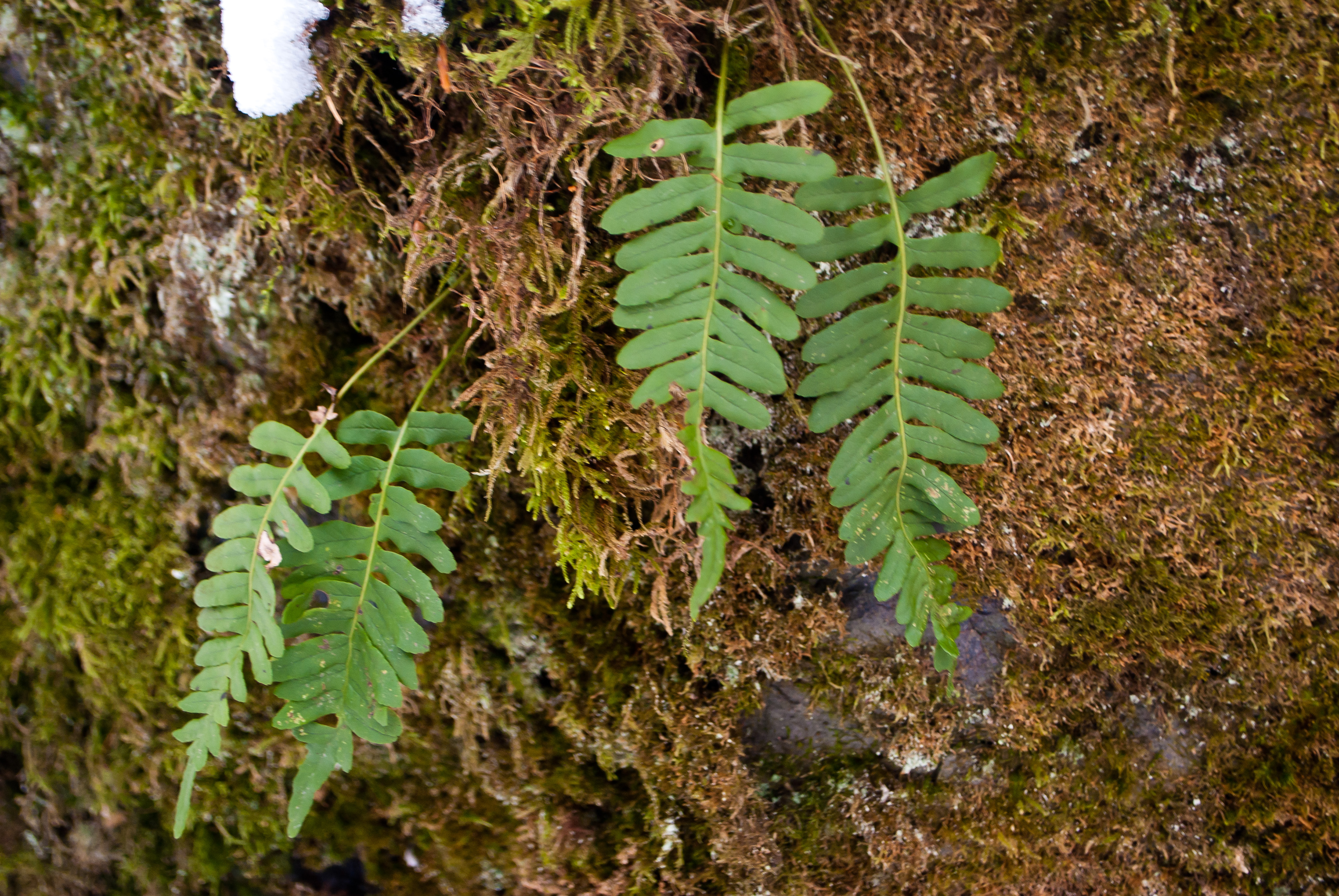
У Карпатському біосферному заповіднику

Багаторічна зимуюча папороть заввишки 20—30(70) см.  Кореневище повзуче, часто надземне, 0,5—1 см у діаметрі, густо вкрите бурими ланцетними плівками, з двома рядами прямих, шкірястих, видовжено-ланцетних, глибоко-пірчасто-роздільних листків (вай), завдовжки до 40 см,  з лінійно-ланцетними, цілокраїми або іноді трохи зубчастими частками (сегментами), наверху тупуватими, які відходять від широкої основи і зливаються. Сегменти від основи до верхівки зменшуються. Галузки другорядних розгалужень жилок частіше двічі, рідше тричі вилчасті. Черешки коротші за пластинку, мають зчленування з кореневищем.
Соруси на листках округлі,  відкриті, без щитка, сидять на спинці кінців гілочок (сегментів) середньої жилки двома рядами по її боках. Вони розміщені на трофоспорофілах й охоплюють кільце спорангія з 11—16 потовщеними клітинами. Спори білатеральні, жовтуваті або жовтувато-бурі, мають поздовжню смужку, усіяні великими і дрібними горбками; 

## Поширення
Циркумполярний вид. Ареал виду охоплює майже всю Європу та північні регіони Азії. Країни поширення: Албанія; Австрія; Білорусь; Бельгія; Боснія і Герцеговина; Болгарія; Велика Британія; Греція, Данія; Естонія; Ірландія; Ісландія; Іспанія; Італія; Кіпр; Латвія; Литва; Молдова; Нідерланди; Німеччина; Норвегія; Північна Македонія; Польща; Португалія; Росія; Румунія; Сербія; Словаччина; Словенія; Туреччина; Угорщина; Україна; Фінляндія; Франція; Хорватія; Чехія; Чорногорія; Швеція; Швейцарія.
В Україні трапляється спорадично майже по всій території (Polypodium vulgare ssp. australe — рідко в Гірському Криму).

## Життєвий цикл
Розмноження: вегетативне, спорами, медулярне. Спори утворюються в липні — вересні й поширюються вітром (анемохорія). При певних умовах спори проростають і дають початок листоподібному заростку (гаметофіту), на нижній поверхні якого утворюються архегонії та антеридії, де розвиваються гамети. Запліднення відбувається у воді (гідрогамія). Хромосомний набір: 2n=148, 222.

## Екологія
Солодиця звичайна — короткокореневищний трав'янистий багаторічник (трав'янистий полікарпік), за сезонним життєвим циклом належить до гемікриптофітів.
Рослина світлолюбна (геліосціофіт), помірно посухостійка (ксеромезофіт), морозостійка (мезотерм; добре витримує ранньовеснянні й пізньоосінні приморозки), відносно невибаглива до плодючості ґрунтів (мезотроф), але віддає перевагу м'яким ґрунтам.
Місцезростання солодиці звичайної пов'язані переважно із кам'янистими місцевостями (петрофіт). У межах ареалу, у тому числі в Україні, росте на затінених замоховілих скелях, валунах, у кам'янистих місцях, рідше на лесових і піщаних відслоненнях, зрідка на залісених схилах ярів, у хвойних і листяних лісах при основі стовбурів дерев, майже завжди в тіні.
В умовах Запорізької області зростає виключно в місцевостях із гранітними та іншими кам'янистими відслоненнями (переважно в долині Дніпра).

## Охорона
Стан більшості природних популяцій виду в межах ареалу залишається більш-менш стабільним. Саме тому він, згідно Червоного списку МСОП, отримав охоронний статус «відносно благополучний вид». У ряді країн Європи вид занесений до національних червоних списків переважно із зазначеним статусом.
В Україні вид перебуває під охороною — він занесений до переліків регіонально рідкісних рослин Дніпропетровської, Донецької,  Житомирської, Запорізької, Київської, Кіровоградської, Луганської, Полтавської, Сумської,  Харківської і Хмельницької областей, а також м. Київ.
Природні популяції виду скорочуються головним чином через руйнування місць зростання внаслідок господарського освоєння узбережжя річок та надмірне рекреаційне навантаження.
Солодиця звичайна охороняється як елемент біорізноманіття на багатьох природоохоронних територіях, розташованих у межах ареалу виду, у тому числі в Україні.
У Запорізькій області охороняється в природному заповіднику «Кам'яні Могили»,  Національному заповіднику «Хортиця» та ряді інших природно-заповідних об'єктів регіону.

## Практичне значення
Лікарська рослина. Як лікарську сировину використовують солодкі на смак кореневища, заготовлені восени або рано навесні. У кореневищі містяться дубильні речовини (2,5—3,7 % ), глікозиди поліподин і самамбаїн, сапоніни, ситостерин, кавову, яблучну, лимонну, масляну, гексойну, лаврову, янтарну та аскорбінову кислоти, метилсаліцилат, крохмаль, каучук, сліди ефірної олії.
Препарати солодиці мають відхаркувальні, пом'якшувальні, болетамувальні, потогінні, жовчогінні, сечогінні, кровоспинні та глистогінні властивості. У європейській фітотерапії його традиційно використовують для лікування гепатиту та жовтяниці, а також як засіб від нетравлення шлунка та втрати апетиту.  У народній медицині препарати з кореневищ солодиці застосовують при бронхіальних катарах, астмі, відсутності апетиту, диспепсії, гастриті, метеоризмі, короткочасних запорах, при хворобах печінки, селезінки та сечового міхура, нефриті, маткових кровотечах та як абортивний засіб. Як болезаспокійливий засіб використовують при подагрі й ломоті в суглобах. Зовнішньо використовують при вивихах, поліпах у носовій порожнині, прикладають до забитих місць.
Солодиця звичайна належить до отруйних рослин.
Декоративна рослина. Численні садові форми багатоніжки культивують у відкритому ґрунті та в оранжереях.
У листках солодиці є поташ. Тому в деяких країнах її раніше палили для добування цієї солі.

## Галерея
Запорізьке Придніпров'я

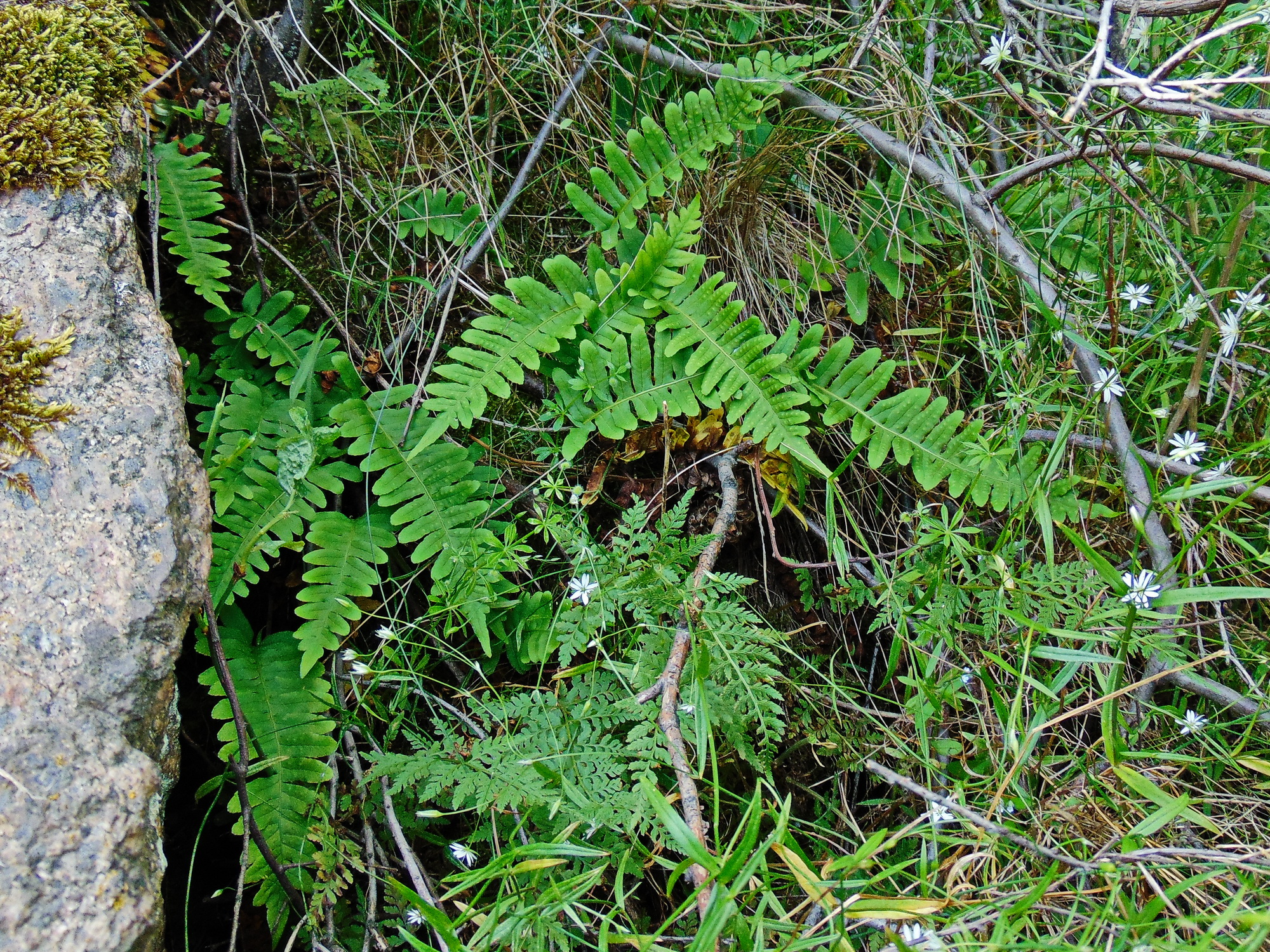
На острові Хортиця
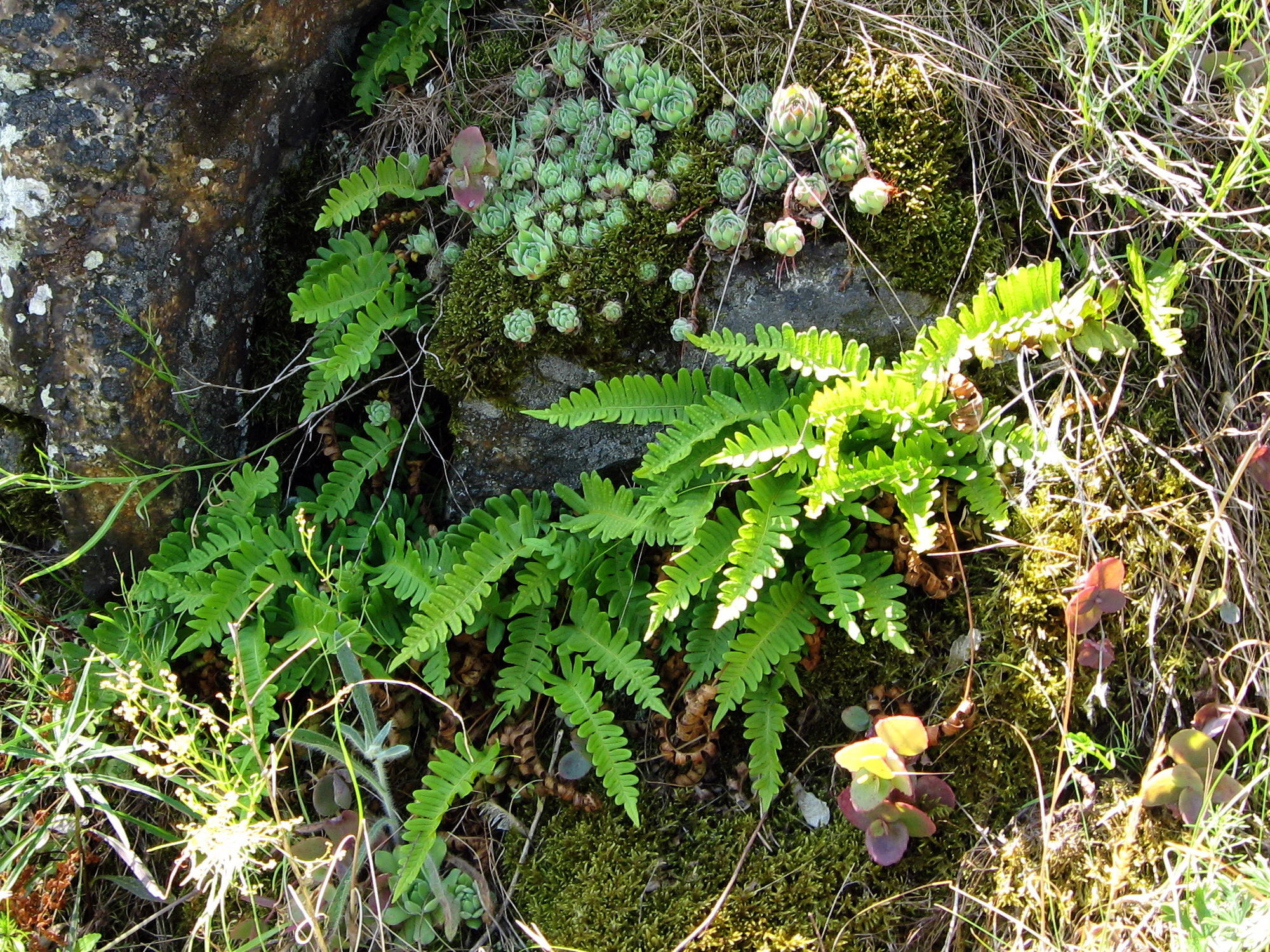
У долині річки Верхня Хортиця
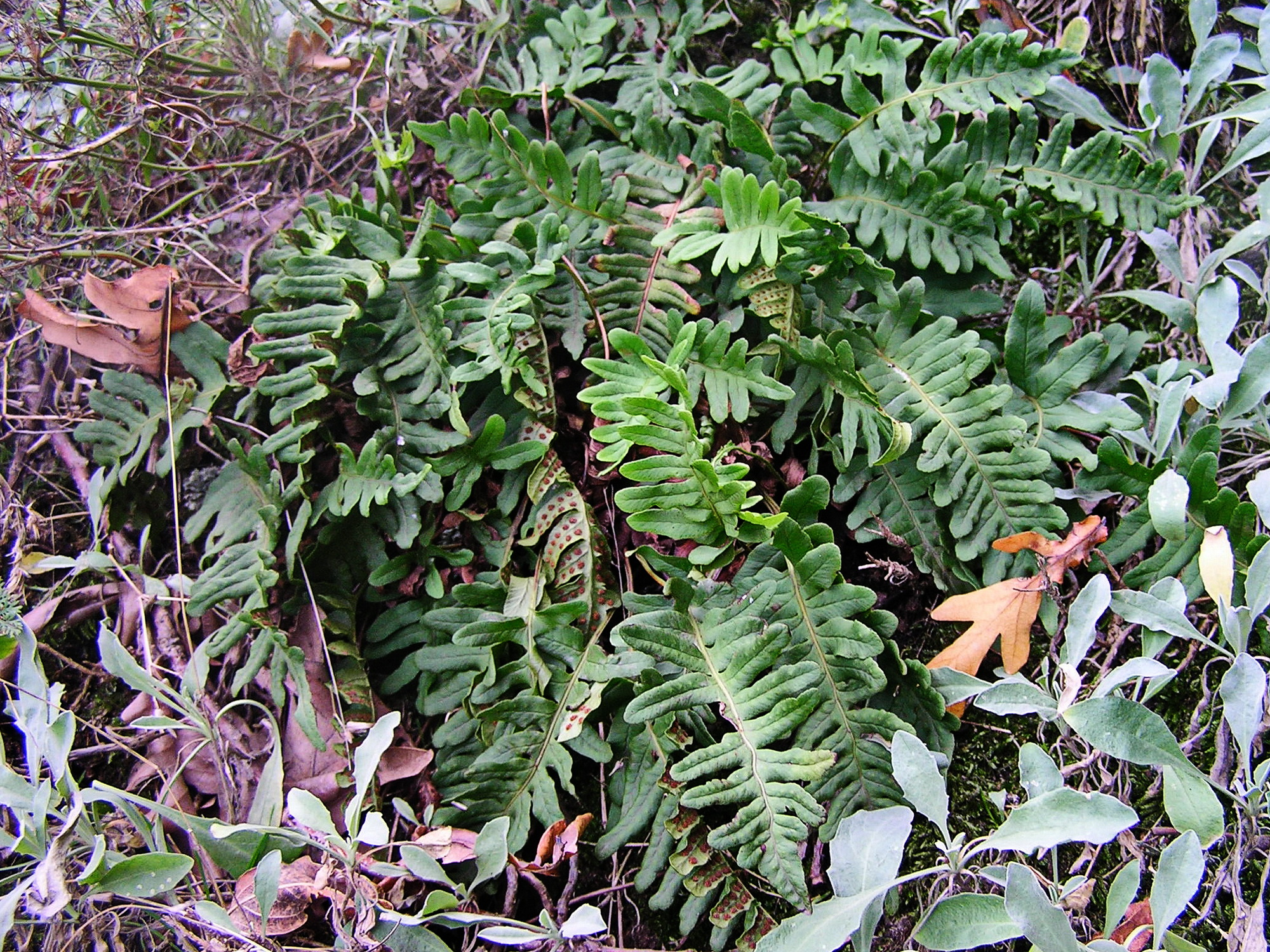
У долині річки Середня Хортиця
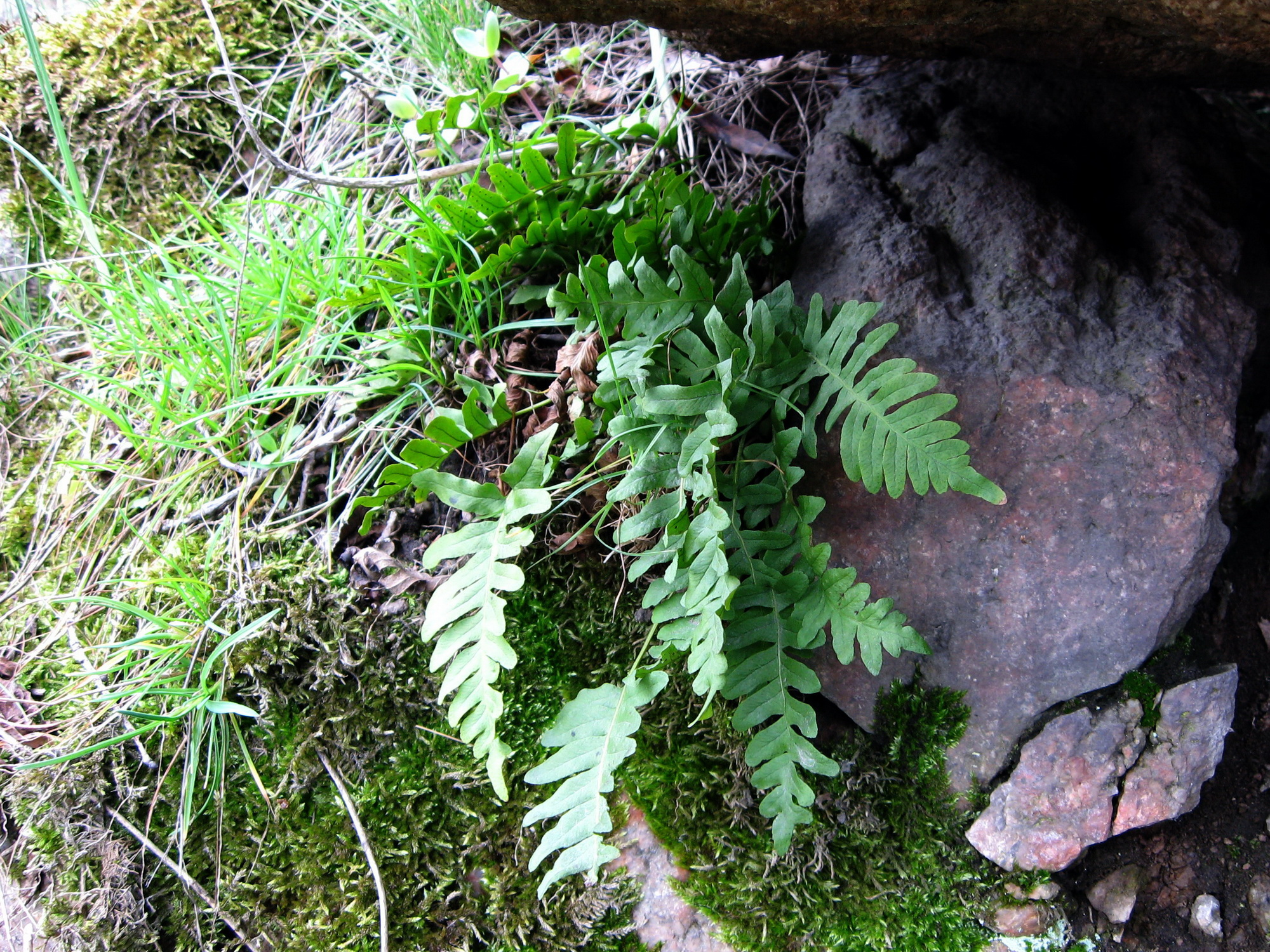
У Національному заповіднику «Хортиця»
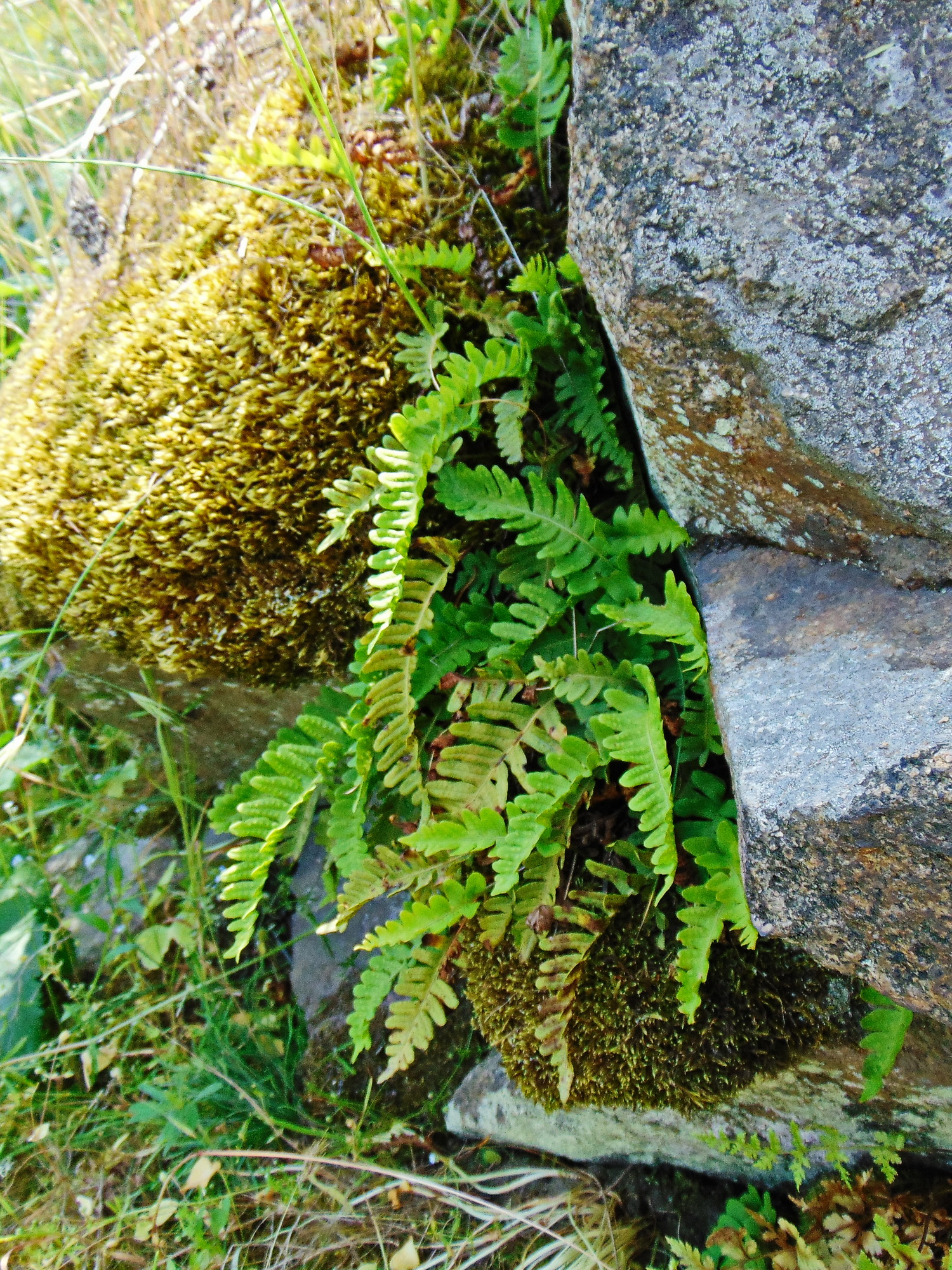
Серед докембрійських гранітів